# Marius Kusch
Marius Kusch (* 5. Mai 1993 in Datteln) ist ein deutscher Schwimmer, der sich auf das Schmetterlingsschwimmen spezialisiert hat. Sein bisher größter Erfolg ist der Europameistertitel 2019 über 100 Meter Schmetterling auf der Kurzbahn.

## Werdegang
Marius Kusch begann beim SSC Datteln mit dem Schwimmen. von 2004 bis 2009 war er beim SV Blau-Weiß Recklinghausen und wechselte dann zur SG Essen, wo er von Henning Lambertz trainiert wurde. Von 2013 bis 2015 war er bei der SG Stadtwerke München aktiv. Zum Jahresbeginn 2016 ging er in die Vereinigten Staaten an die Queens University von Charlotte (North Carolina). Seit Mai 2019 lebt er in San Diego in Kalifornien. In Deutschland startet er bei Meisterschaften wieder für die SG Essen.
Bei den Kurzbahneuropameisterschaften 2017 in Kopenhagen gewann er über 100 Meter Schmetterling die Bronzemedaille. 2018 errang er bei den Europameisterschaften in Glasgow mit der deutschen Lagenstaffel die Bronzemedaille. Bei den  Kurzbahneuropameisterschaften 2019, wieder in Glasgow, gewann er über 100 Meter Schmetterling den Titel in neuer deutscher Rekordzeit von 49,06 s.  Damit unterbot er den alten Rekordwert von Steffen Deibler aus dem Jahr 2009 um 0,17 s.
Bei den Kurzbahnweltmeisterschaften 2022 im australischen Melbourne gewann Kusch die Bronzemedaille über 100 Meter Schmetterling.